# Noboru Tanaka
Noboru Tanaka (田中 登 Tanaka Noboru?, 14 de agosto de 1937 – 4 de octubre de 2006) fue un director de cine japonés conocido por sus películas roman porno, incluidas tres que obtuvieron el respeto de la crítica, conocidas como la Trilogía Showa: Una mujer llamada Sada Abe (1975), Edogawa Ranpo ryôki-kan: Yaneura no sanposha (The Watcher in the Attic) (1976) y Hakkinbon bijin ranbu yori: semeru! (Beauty's Exotic Dance: Torture!) (1977), todas ellas protagonizadas por la reina del roman porno de Nikkatsu, Junko Miyashita. La primera película de esta trilogía cuenta la historia de Sada Abe un año antes de la película estrenada internacionalmente El imperio de los sentidos (1976), de Nagisa Oshima, que cuenta la misma historia. A pesar de que en la época en la que estuvo en activo su carrera fue ensombrecida por directores como Tatsumi Kumashiro y Chusei Sone, muchos críticos opinan hoy que Tabanaka es el mejor director del subgénero roman porno de Nikkatsu.

## Vida y carrera

### Inicios
Tanaka nació en Hakuba, en la prefectura de Nagano, el 15 de agosto de 1937. Se licenció en literatura francesa por la  Universidad de Meiji en Tokio. Tanaka decía que su interés por el cine llegó de manera indirecta. Al principio quería ser novelista. Su interés por la escritura cambió a la poesía. Tanaka recordaba: «Escribí muchísimos poemas. Cada expresión de un poema puede tener innumerables significados, de otro modo no sería un buen poema. En otras palabras, cada expresión provee muchísima imaginería. Entonces pensé eso mismo al revés: podía utilizar imágenes para expresar mi mundo poético. Pensé que el mundo de las imágenes del cine podía ser lo que debía explorar».

Mientras trabajaba en su tesis, que versaba sobre este interés en la relación entre imaginería y literatura, Tanaka empezó a trabajar a tiempo parcial en un estudio de cine a fin de obtener una experiencia de primera mano en la producción cinematográfica. Trabajó como ayudante de producción en Yojimbo (1961), de  Kurosawa, experiencia que cristalizó el entusiasmo de Tanaka por la industria del cine. Después de licenciarse se postuló para un puesto de trabajo en el estudio de Nikkatsu como ayudante de dirección, aprobando el examen de entrada. En este puesto,  trabajó a las órdenes de algunos de los mejores directores del estudio del momento, como Seijun Suzuki y Shōhei Imamura. Entre los filmes en los que trabajó Tanaka en esta época está Jinruigaku nyumon: Erogotoshitachi yori (The Pornographers), del mencionado Imamura.
A finales de la década de 1960, Nikkatsu comenzó a tener graves problemas financieros debido a la audiencia perdida debido a la televisión y al influjo de películas occidentales. Para evitar la quiebra, Takashi Itamochi, presidente de Nikkatsu, tomó la decisión de trasladar los altos valores de producción y el talento profesional de la compañía a la industria del cine para adultos, allí conocido como pinku eiga o «cine rosa», como una forma de atraer nuevo público. Nikkatsu bautizó su línea pinku eiga como roman porno y comenzó la nueva serie de películas en noviembre de 1971.  Para no trabajar en películas de tinte sexual, muchos directores abandonaron el estudio en ese momento, dejando a su marcha vacantes para directores más jóvenes.  Tanaka recuerda su actitud ante la decisión de Nikkatsu: «Estaba emocionado y optimista frente de los cambios, y tenía muchas ganas de trabajar en este nuevo género como director». 
El estudio dio a sus directores de roman porno una gran libertad artística. Más allá de las limitaciones presupuestarias y de tiempo, la única regla era que la película cumpliera con la cuota mínima oficial de cuatro escenas de desnudos o sexo por hora.  Patrick Macias destaca la diversidad de estilos que permitía este formato. El director Chūsei Sone «se especializó en cuentos obscenos de época», Yasuharu Hasebe «desarrolló imágenes aterradoras, crudas y violentas» y Tanaka creó películas que eran «tan sofisticadas como eróticas».  Años después, reflexionando acerca de su trabajo en este género, Tanaka señaló: «Podemos observar el núcleo del ser humano sin necesidad de disfraces, y expresarnos muy honestamente. Por eso trabajar en el roman porno es una experiencia tan placentera.» 
Tanaka tuvo la oportunidad de dirigir por primera vez en 1972, con la temprana roman porno, Kaben no shizuku (Beads from a petal). Originalmente titulada Moeagaru watashi (I am burning up), nombre que Tanaka siempre prefirió, la historia trata sobre el despertar sexual de una mujer frígida. Tanaka pretendió que la película fuera una representación alegórica de la sociedad japonesa en los años de la posguerra, declarando más tarde: «Después de la guerra Japón sufría de frigidez, y la película describía, a través de la vida de una mujer joven, cómo las magulladuras psicológicas que sufría Japón se curarían gradualmente con el paso del tiempo.»  A pesar de recibir críticas por algún simbolismo de trazo grueso, esta primera película mostró la capacidad de Tanaka para darle a una película un aspecto sorprendentemente interesante. 
Ese mismo año, Tanaka dirigió Mesunekotachi no yoru (Night of the felines), una mirada inusualmente realista a la vida de un grupo de prostitutas. Esta se considera una de las primeras películas importantes de Tanaka.  También en 1972, recibió la aprobación de la crítica por Yogisha no onnasu (Woman on the night train). Incluso en esta obra temprana, la dirección de Tanaka es considerada como «una de las mejores de cualquier película rosa». 
A medida que su carrera progresaba, las películas de Tanaka se hicieron conocidas por su uso imaginativo, a veces surrealista, del color y de las imágenes poéticas en el contexto de un mundo duro y brutal.  En 1973 Tanaka dirigió la segunda entrega de la trilogía Secret chronicle: Maruhi: joro seme jigoku (Secret Chronicle: Torture Hell). A diferencia de la primera película de la trilogía, una representación satírica de un burdel del siglo XIX, la película de Tanaka era una mirada seria a los ritos religioso-sexuales de un templo.  Por este trabajo, Tanaka recibió una mención en los premios a nuevo director de la Directors Guild of Japan de 1973.   Para la última película de esta trilogía, Maruhi: Shikijô mesu ichiba (Secret chronicle: She Beast Market (1974), volvió al estilo satírico de la primera película. El elenco incluía al popular poeta Sakumi Hagiwara interpretando el memorable papel de un hombre que se suicida y a la vez acaba con una banda de yakuza al hacer explotar una muñeca hinchable rellena de gas. Rodada en blanco y negro, con cámara al hombro y una estructura narrativa fragmentada e impresionista, Maruhi: Shikijô mesu ichiba se encuentra entre las películas de apariencia más inusual de las roman porno. 
El estilo visual de Tanaka elevó Onna kyôshi: Shiseikatsu (Private Life of a School Mistress) (1973) por encima de su deslucida historia de una maestra y su relación romántica con un estudiante. La revista cinematográfica convencional Eiga Geijutsu la colocó en el octavo lugar de su lista de las diez mejores películas del año.  A pesar de ser un empleado de Nikkatsu, Tanaka también hizo algunas películas fuera del género pinku para otros estudios. Para Toei, filmó Kobe kokusai gang (Kobe international gang) (1975) y Andô Noboru no waga tôbô to sex no kiroku (Escape of gangster Ando Noboru), protagonizada por el propio miembro de la yakuza convertido en actor, Noboru Ando. 
La primera película de la trilogía Showa de Tanaka, Jitsuroku Abe Sada (Una mujer llamada Sada Abe), es más convencional que la mayoría de sus películas, pero muy apreciada por la crítica.  Tanaka estaba orgulloso de su capacidad para producir una película de alta calidad con un presupuesto mínimo. Nikkatsu asignaba 7.500.000 yenes (aproximadamente 65.000 dólares estadounidenses) para sus películas roman porno, pero Tanaka utilizó sólo unos 6.600.000 yenes para hacer Una mujer llamada Sada Abe. Tanaka explicó más tarde: «Me las arreglé para hacerla por unos 900.000 yenes por debajo del presupuesto. Creo que todo depende del concepto inicial. Estaba seguro de que en la medida en que el concepto era bueno, se convertiría en una gran película y superaría a cualquiera de esas películas hechas con 10 millones de yenes. Creo que eso es lo más interesante del cine: es muy impredecible. El simple movimiento de los labios de Abe Sada podía decir más y ser más atractivo para el público que miles de caballos corriendo por un campo. Es posible que un movimiento de labios sea más efectivo que miles de caballos y por eso hacer películas es muy creativo e increíblemente interesante». 
La segunda entrega de su trilogía Showa, Edogawa Ranpo ryôki-kan: Yaneura no sanposha (The watcher in the attic) (1976), protagonizada por Junko Miyashita como en Sada Abe, fue un gran logro para Tanaka. Magill's Survey of Cinema califica a esta adaptación de la novela de Rampo Edogawa «un agasajo de fantasía frenética».  La historia ya había recibido una adaptación estándar de cine pinku en 1970, por parte del marido de la actriz Rumi Tama, el director Akitaka Kimata, fundador de Pro Taka y Million Film.  Los críticos mainstream reconocieron que el trabajo de Tanaka en esta película la hacía destacar de su modesto contexto de cine pinku. El Peer Cinema Club Annual, una publicación conservadora que normalmente no se preocupaba por las películas pinku, la consideró «un matrimonio perfecto entre decadencia y arte».  Las representaciones de Tanaka del estilo ero guro nansensu de Edogawa, del voyeurismo y del período Taishō influyeron en películas posteriores como Mystery of Rampo (1994) de Kazuyoshi Okuyama y las adaptaciones de obras de Rampo de Akio Jissōji, incluyendo The D-Slope Murder Case (1998) y Rampo Noir (2005). 
La tercera película de la trilogía Showa, Hakkinbon bijin ranbu yori: Semeru! (Beauty's exotic dance: Torture!) (1977), aunque fue un éxito de taquilla,  no fue tan bien recibida por la crítica de la época como las dos entregas anteriores, quizás debido a su temática más extrema y sadomasoquista. 
Hitozuma shudan boko chishi jiken (Rape and death of a Housewife) (1978), a pesar de su título sensacionalista, se considera una de las obras maestras de Tanaka y fue su mayor éxito entre la crítica convencional. Kinema Jumpo le otorgó su premio a Mejor Película en 1979,  y Tanaka fue nominado a Mejor Director en la segunda ceremonia de premios de la Academia Japonesa de Cine por esta película y por Pinku saron: Kôshoku gonin onna (Pink salon: Five lewd women), también de 1978.   Pinku saron: Kôshoku gonin onna fue elogiada por su visión empática de los personajes femeninos, algo inusual para una película roman porno. Algunos críticos han comentado la similitud de su historia con la de Thelma & Louise (1991), de Ridley Scott. 

### Años posteriores
Tras unos pocos años menos prósperos, Tanaka volvió con la tercera entrega de la serie Angel Guts, el éxito de crítica y taquilla Tenshi no harawata: Nami (Angel guts: Nami) (1979).  Jasper Sharp comenta que, desde el punto de vista del personaje, la trama y la construcción, la película de Tanaka es la entrega más satisfactoria de la serie, basada en un manga para adultos de Takashi Ishii. Sin embargo, señala que las imágenes hiperactivas de Tanaka hacen que la película sea difícil para la mayoría de los espectadores.  Tanaka recordaba: «Estaba decidido a hacer una película que fuera mucho más impresionante que el cómic. Una imagen de una película tiene que ser mucho más impresionante que una viñeta del cómic. De eso se trata el cine. Para la escena en la que vemos el ojo de Nami en primer plano en la pantalla, filmé unos 1000 metros de película, solo para mostrar los detalles de su ojo y [su] movimiento, incluido el pulso de un vaso sanguíneo». 
Después de hacer casi 25 películas para Nikkatsu,  Tanaka dejó el estudio para probar su suerte dirigiendo películas convencionales para otros estudios. Dirigió varios éxitos, incluida la película de Shochiku Ushimitsu no mura (Village of doom) (1983).  Regresó a Nikkatsu para dirigir Youjo densetsu '88 (Monster Woman '88) (1988) y luego se retiró de la industria del cine.  Allmovie escribe que Tanaka era un director de películas «tan aventureras y extrañas que pronto se convirtió en uno de los directores más famosos de Japón»,  mientras que Jasper Sharp lo juzga como «el más dotado visualmente de los directores de Nikkatsu del esa época».  Justo cuando el reconocimiento internacional comenzaba a llegar a Tanaka, este murió de un aneurisma cerebral el 4 de octubre de 2006.  

## Filmografía
| Título | Reparto                                          | Fecha de estreno |
| --- | ------------------------------------------------ | ---------------- |
| Beads From a Petal 花弁のしずく Kaben no Shizuku                                                                         | Rie Nakagawa Keiko Maki Kazuko Shirakawa         | 1972-02-09       |
| Night of the Cats 牝猫たちの夜 Mesunekotachi no Yoru                                                                     | Tomoko Katsura Hidemi Hara Ken Yoshizawa         | 1972-05-17       |
| Woman on the Night Train 夜汽車の女 Yogisha no Onna                                                                      | Mari Tanaka Keiko Tsuzuki Toshihiko Oda          | 1972-07-19       |
| The Amorous Family: The Fox and the Badger 好色家族 狐と狸 Koshoku Kazoku: Kitsune to Tanuki                             | Mari Tanaka Mikiko Sakai Hidemi Hara             | 1972-09-06       |
| Excitement Class: Love Techniques 官能教室 愛のテクニック Kanno Kyoshitsu: Ai no Technique                               | Mari Tanaka Nobutaka Masutomi Ryoji Nakamura     | 1972-11-08       |
| Love in the Afternoon: Metamorphosis 昼下りの情事 変身 Hirusagari no Joji: Henshin                                       | Miyoko Aoyama Keiko Aikawa Akira Takahashi       | 1973-01-24       |
| Confidential: The Hell of Tortured Prostitutes (秘)女郎責め地獄 Maruhi: Jorozeme Jigoku                                  | Rie Nakagawa Yuri Yamashina Hijiri Abe           | 1973-04-14       |
| Strange Feelings During the Night 真夜中の妖精 Mayonaka no Yosei                                                         | Yuri Yamashina Morio Kazama Setsuko Ohyama       | 1973-07-14       |
| Private Life of a School Mistress 女教師 私生活 Onna Kyoshi: Shiseikatsu}]                                               | Ayako Ichikawa Morio Kazama Hitomi Kozue         | 1973-08-25       |
| Confidential: Sexual Market (秘)色情めす市場 Maruhi: Shikijo Mesu Ichiba                                                 | Meika Seri Genshu Hanayagi Junko Miyashita       | 1974-09-11       |
| A Woman Called Sada Abe 実録阿部定 Jitsuroku: Abe Sada                                                                   | Junko Miyashita Hideaki Ezumi Nagatoshi Sakamoto | 1975-02-08       |
| International Gang in Kobe 神戸国際ギャング Kobe Kokusai Gang                                                            |                                                  | 1975-10-14       |
| Watcher in the Attic 江戸川乱歩猟奇館 屋根裏の散歩者 Edogawa Rampo Ryoki-kan: Yaneura no Sanposha                        | Junko Miyashita Renji Ishibashi Tokuko Watanabe  | 1976-06-12       |
| Sex Life and Escape of the Gangster Ando Noboru 安藤昇のわが逃亡とＳＥＸの記録 Ando Noboru no Waga Toto to Sex no Kiroku |                                                  | 1976-10-01       |
| Beauty's Exotic Dance: Torture! 発禁本「美人乱舞」より責める！ Hakkinbon Bijin Ranbu Yori: Semeru!                       | Junko Miyashita Hatsuo Yamaya Maya Kudo          | 1977-02-23       |
| School Mistress 女教師 Onna Kyoshi                                                                                       | Eiko Nagashima Yasuo Furoya                      | 1977-10-29       |
| Rape And Death Of A Housewife 人妻集団暴行致死事件 Hitozuma Shudan Boko Chishi Jiken                                     | Hideo Murota Noriko Kurosawa Akira Sakai         | 1978-07-08       |
| Pink Salon: Five Amorous Women ピンクサロン 好色五人女 Pink Salon: Koshoku Gonin Onna                                    | Erina Miyai Kyoko Aoyama Miyako Yamaguchi        | 1978-11-03       |
| Angel Guts: Nami 天使のはらわた 名美 Tenshi no Harawata: Nami                                                            | Eri Kanuma Takeo Chii Minako Minushima           | 1979-07-07       |
| Target of Lust 愛欲の標的 Aiyoku no Hyoteki                                                                              | Erina Miyai Minako Mizushima Shin Nakamaru       | 1979-12-22       |
| Hard Scandal: Drifter of Sex ハードスキャンダル 性の漂流者 Hard Scandal: Sei no Hyoryu-sha                               | Ako Rie Kitahara Yudo Yoshikawa                  | 1980-10-04       |
| "Love Me Strong... Love Me Hard" もっと激しくもっとつよく Motto Hageshiku Motto Tsuyoku                                  | Maki Kawamura Izumi Shima Tatsuo Yamada          | 1981-05-15       |
| Village of Doom 丑三つの村 Ushimitsu no Mura                                                                             |                                                  | 1983-01-15       |
| View of the Bud 蕾の眺め Tsubomi no Nagame                                                                               | Yōko Kon Mitsuru Hirata Kōichi Satō              | 1986-04-26       |
| Monster Woman '88 妖女伝説'８８ Yojo Densetsu '88                                                                        |                                                  | 1988-09-23       |